# Derek Cecil
Derek Cecil (5 de enero de 1973) es un actor estadounidense. Interpretó el papel de Seth Grayson en la serie House of Cards de Netflix. Protagonizó la miniserie Push, Nevada. También hizo múltiples apariciones en la serie Pasadena. 

## Primeros años
Cecil nació en Amarillo, Texas (Estados Unidos). Se graduó de la Universidad de Houston y del American Conservatory Theater. 

## Filmografía

### Películas
| Año  | Título                  | Papel                          | Notas                  |
| ---- | ----------------------- | ------------------------------ | ---------------------- |
| 1995 | The Unspoken Truth      | Jeff Blogert                   | Película de televisión |
| 2000 | Little Pieces           | Seguridad del centro comercial |                        |
| 2001 | The Back Page           |                                | Película de televisión |
| 2002 | Hombres de negro II     | Agente reparador               |                        |
| 2003 | Pretend                 | Amante de Sophie               |                        |
| 2004 | Mall Cop                | Franco                         |                        |
| 2005 | That Night              | Thomas                         | Cortometraje           |
| 2007 | The Killing Floor       | Garret Rankin                  |                        |
| 2008 | Recount                 | Jeremy Bash                    | Película de televisión |
| 2009 | Frank the Rat           | Billy                          |                        |
| 2009 | Reunion                 | Stanley                        |                        |
| 2009 | Winter of Frozen Dreams | Fiscal de distrito             |                        |
| 2010 | The Next Three Days     | Dr. Becsey                     |                        |
| 2011 | Too big to fail         | Joven ejecutivo de AIG         | Película de televisión |
| 2011 | Friends with Kids       | Pete                           |                        |
| 2013 | Mutual Friends          | Cody                           |                        |
| 2013 | Parker                  | Asistente de la Sra. Fritz     |                        |
| 2017 | Funny Games             | Barrett                        |                        |
| 2019 | The Tomorrow Man        | Brian                          |                        |
| 2022 | The Listener            | Andy                           |                        |

### Televisión
| Año     | Título                            | Función            | Notas                           |
| ------- | --------------------------------- | ------------------ | ------------------------------- |
| 1998    | Nash Bridges                      | Bruce Sutcliffe    | Episodio: "Cuda Grace"          |
| 2000    | The Beat                          | Mike Dorigan       | 13 episodios                    |
| 2000    | Law & Order: Special Victims Unit | Russell Ramsay     | Episode: "Taken"                |
| 2001    | The $treet                        | Duncan             | 2 episodios                     |
| 2001–02 | Pasadena                          | Tom Bramido        | 11 episodios                    |
| 2002    | Push, Nevada                      | James Un. Prufrock | 8 episodios                     |
| 2005    | Law & Order                       | Steven Lamar       | Episodio: "Age of Innocence"    |
| 2006    | Masters of Horror                 | Ernst Haeckel      | Episodio: "Haeckel's Tale"      |
| 2007    | Gossip Girl                       | Alex               | Episodio: "Roman Holiday"       |
| 2008    | Puppy Love                        | Malik              | Piloto de televisión            |
| 2008    | Fleco                             | Christopher        | Episodio: "The Same Old Story"  |
| 2008    | Law & Order                       | Joe Hartwig        | Episodio: "Zero"                |
| 2009    | The Good Wife                     | Jonathan Eldredge  | Episodio: "Crash"               |
| 2009    | Mercy                             | Kevin              | Episodio: "Pulling the Goalie"  |
| 2010    | Grey's Anatomy                    | Sean Allen         | Episodio: "Suicide Is Painless" |
| 2010    | Law & Order: Criminal Intent      | Ted Stoddard       | Episodio: "Abel & Willing"      |
| 2011    | Unforgettable                     | Adam Coyer         | Episodio: "Golden Bord"         |
| 2011–12 | Treme                             | Chas               | 6 episodios                     |
| 2013    | Zero Hour                         | Eddie              | Episodio: "Escapement"          |
| 2013–14 | Banshee                           | Dean Xavier        | 6 episodios                     |
| 2014–18 | House of Cards                    | Seth Grayson       | 42 episodios                    |
| 2019    | Law & Order: Special Victims Unit | Garrett Howard     | Episodio: "The Good Girl"       |